# Beni M'Tir
Beni M'Tir, scritto anche Beni Metir, è un villaggio della Tunisia nord-occidentale.
Fa parte del governatorato di Jendouba e  della delegazione di Fernana. 
Sorge a 650 m di quota, nella regione montuosa della Crumiria. Con una popolazione di 811 abitanti è la municipalità più piccola della Tunisia.
Il villaggio è stato costruito nel 1948 per ospitare le maestranze impegnate nella costruzione della diga di Beni M'Tir.
Nel territorio del villaggio si trova una sorgente termale chiamata Hammam Salhine che, con una temperatura di 73 °C, è la più calda della Tunisia e una delle più calde al mondo.